# 麥爾坎·波格登
麥爾坎·摩西-亞當斯·波格登（英語：Malcolm Moses Adams Brogdon，1992年12月11日—），出生於美国喬治亞州亞特蘭大，職業籃球運動員。目前效力於NBA聯盟华盛顿奇才，場上位置為得分後衛。大學時期效力於維吉尼亞大學 。在2016年NBA選秀中，以第二輪第三十六順位被密爾瓦基公鹿選中，並於新秀賽季結束後獲得NBA年度最佳新秀，成為NBA史上第一個獲得年度最佳新秀的二輪新秀球員。

## 大學時期
2011年，麥爾坎·波格登进入維吉尼亞大學（Virginia），代表弗吉尼亚大学参加大学篮球比赛。
2015年7月，波格登參加了美國國家男子籃球隊的訓練營，隨後代表美國隊參加2015年泛美運動會，並獲得了銅牌。
2015–16赛季，波格登场均出场34.1分钟，得到18.2分、4.1篮板和3.1助攻，投篮命中率为45.7%，带领弗吉尼亚大学打进NCAA一級男子籃球锦标赛八强，並獲得眾多獎項，包括ACC年度最佳籃球員、ACC年度最佳防守球員和NCAA全美共識第一隊。
2017年2月20日，維吉尼亞大學宣佈將正式退休波格登的15號球衣，以表彰他對維吉尼亞大學騎士隊的貢獻。

### 大學數據統計
| 2011–12  | 維吉尼亞大學 | 28  | 1   | 22.4 | 39.6 | 32.4 | 80.0 | 2.8 | 1.4 | 0.5 | 0.1 | 1.6 | 1.4 | 6.7  |
| 2013–14  | 維吉尼亞大學 | 37  | 37  | 31.4 | 41.3 | 37.0 | 87.5 | 5.4 | 2.7 | 1.2 | 0.1 | 1.4 | 1.9 | 12.7 |
| 2014–15  | 維吉尼亞大學 | 34  | 34  | 32.5 | 42.2 | 34.4 | 87.9 | 3.9 | 2.4 | 0.7 | 0.4 | 1.7 | 1.9 | 14.0 |
| 2015–16  | 維吉尼亞大學 | 37  | 37  | 33.9 | 47.4 | 41.1 | 87.8 | 4.2 | 2.8 | 0.9 | 0.2 | 1.4 | 2.1 | 18.2 |
| 大學生涯 | 大學生涯     | 136 | 109 | 30.6 | 43.0 | 36.5 | 87.6 | 4.1 | 2.5 | 0.9 | 0.2 | 1.5 | 1.8 | 13.3 |

## 職業生涯

### 密爾瓦基公鹿（2016−2019）

#### 年度最佳新秀
2016年6月23日，密爾瓦基公鹿在2016年NBA選秀大會中以第二輪第三十六順位選中了波格登。2016年7月30日，波格登正式與公鹿簽下第一份合約，並於2016年10月26日在公鹿的賽季開幕戰中首次亮相，雖然公鹿以108−96敗給夏洛特黃蜂，但在短短21分鐘內，波格登貢獻了8分和5次助攻。2016年11月1日，公鹿主場117−113擊敗紐奧良鵜鶘，波格登攻下14分，且貢獻了4次抄截。2016年12月23日，在BMO哈里斯布拉德利中心迎戰華盛頓巫師的比賽中，波格登在27分鐘內7投全中，得到17分，且送出7次助攻。2016年12月31日，波格登在公鹿以116−96擊敗芝加哥公牛的比賽中，以15分、12次助攻以及11個籃板記錄了職業生涯的第一次大三元。2017年1月9日，公鹿再次於BMO哈里斯布拉德利中心迎戰華盛頓巫師，波格登全場得到22分，刷新職業生涯單場得分紀錄，但公鹿最終不敵巫師。幾天後，聯盟官方公佈了2017年全明星周末的新秀挑戰賽參賽名單，波格登入選美國隊陣容。2017年3月29日，公鹿以103−100擊敗波士頓塞爾提克，波格登得到16分並送出9次助攻，幫助公鹿抵擋塞爾提克的反撲氣勢。
新秀賽季結束後，波格登被評選為2016–17賽季的年度最佳新秀，同時也以全票入選最佳新秀陣容第一隊。波格登成為公鹿隊史自1969–70賽季的卡里姆·阿布都-賈霸之後第二位當選年度最佳新秀的球員。此外他也成為聯盟歷史上自1966年以來首位當選年度最佳新秀的非首輪選秀球員。在該獎項歷史上，波格登是平均每場比賽得分最低的入選者。

#### 球風成熟
2018年1月23日，公鹿主場以109−105擊敗鳳凰城太陽，波格登出場35分鐘，得到32分和4個籃板，刷新職業生涯單場得分紀錄。2018年1月25日，聯盟官方公佈了2018年全明星周末的新秀挑戰賽參賽名單，波格登再次入選美國隊陣容。2018年2月1日，波格登在對上明尼蘇達灰狼的比賽中因為左腳受傷，只打了九分鐘便提前離場。經過核磁共振成像檢查結果後，波格登的左腳股四頭肌肌腱出現部份撕裂，因此將會缺席六到八個星期的時間。2018年4月9日，在缺席30場比賽後，波格登正式重返賽場，並幫助公鹿以102−86擊敗奧蘭多魔術。

### 印第安納溜馬（2019−2022）
2019年6月29日，密爾瓦基公鹿提出延長合約使其變成受限自由球員。2019年7月6日，以先簽後換的方式與印第安納溜馬簽約，公鹿則得到一個未來選秀權。簽約金為四年8千5百萬美金。

### 波士頓塞爾提克（2022−2023）
2022年7月1日，據報導，溜馬打算將波格登交易到波士頓塞爾提克，以換取亞倫·內史密斯，丹尼爾·泰斯，尼克·史陶斯卡斯，馬利克·菲茨，朱萬·摩根和2023年首輪選秀權。塞爾提克一直在尋找第二名控球後衛，既能擔任控球手，又能提供投籃和強大的防守，最終選擇交易來波格登。交易於7月9日完成。

### 波特蘭拓荒者（2023−2024）
2023年10月1日，塞爾提克把波格登交易到波特蘭拓荒者。
10月25日，波格登首次亮相拓荒者，在123-111输给洛杉矶快船的比赛中砍下20分。

### 華盛頓巫師（2024−至今）
2024年7月6日，布羅格登連同2024年NBA選秀首輪第14順位選秀權（卡爾頓·卡林頓）、2029年首輪選秀權互換和兩個第二輪選秀權被交易到華盛頓巫師，換來丹尼·阿夫迪亞。

## 職業生涯數據

### NBA例行賽數據統計
| 賽季     | 球隊     | GP  | GS  | MPG  | FG%  | 3P%  | FT%   | RPG | APG | SPG | BPG | PPG  |
| -------- | -------- | --- | --- | ---- | ---- | ---- | ----- | --- | --- | --- | --- | ---- |
| 2016–17  | MIL      | 75  | 28  | 26.4 | .457 | .404 | .865  | 2.8 | 4.2 | 1.1 | .2  | 10.2 |
| 2017–18  | MIL      | 48  | 20  | 29.9 | .485 | .385 | .882  | 3.3 | 3.2 | .9  | .3  | 13.0 |
| 2018–19  | MIL      | 64  | 64  | 28.6 | .505 | .426 | .928* | 4.5 | 3.2 | .7  | .2  | 15.6 |
| 2019–20  | IND      | 54  | 54  | 30.9 | .438 | .326 | .892  | 4.9 | 7.1 | .6  | .2  | 16.5 |
| 2020–21  | IND      | 56  | 56  | 34.5 | .453 | .388 | .864  | 5.3 | 5.9 | .9  | .3  | 21.2 |
| 2021–22  | IND      | 36  | 36  | 33.5 | .448 | .312 | .856  | 5.1 | 5.9 | .8  | .4  | 19.1 |
| 2022–23  | BOS      | 67  | 0   | 26.0 | .484 | .444 | .870  | 4.2 | 3.7 | .7  | .3  | 14.9 |
| 2023–24  | POR      | 39  | 25  | 28.7 | .440 | .412 | .819  | 3.8 | 5.5 | .7  | .2  | 15.7 |
| 職業生涯 | 職業生涯 | 439 | 283 | 29.4 | .464 | .391 | .873  | 4.2 | 4.7 | .8  | .2  | 15.4 |

### NBA附加賽數據統計
| 賽季     | 球隊     | GP | GS | MPG  | FG%  | 3P%  | FT%   | RPG | APG | SPG | BPG | PPG  |
| -------- | -------- | -- | -- | ---- | ---- | ---- | ----- | --- | --- | --- | --- | ---- |
| 2021     | IND      | 2  | 2  | 25.1 | .455 | .500 | 1.000 | 1.0 | 6.0 | .5  | .0  | 20.0 |
| 職業生涯 | 職業生涯 | 2  | 2  | 25.1 | .455 | .500 | 1.000 | 1.0 | 6.0 | .5  | .0  | 20.0 |

### NBA季後賽數據統計
| 賽季     | 球隊     | GP | GS | MPG  | FG%  | 3P%  | FT%  | RPG | APG  | SPG | BPG | PPG  |
| -------- | -------- | -- | -- | ---- | ---- | ---- | ---- | --- | ---- | --- | --- | ---- |
| 2017     | MIL      | 6  | 6  | 30.5 | .400 | .476 | —    | 4.3 | 3.5  | .5  | .3  | 9.0  |
| 2018     | MIL      | 7  | 5  | 26.6 | .436 | .263 | .800 | 3.4 | 2.4  | .1  | .0  | 8.7  |
| 2019     | MIL      | 7  | 2  | 28.3 | .449 | .378 | .636 | 4.9 | 3.4  | .7  | .1  | 13.0 |
| 2020     | IND      | 4  | 4  | 40.0 | .400 | .375 | .893 | 4.3 | 10.0 | 1.0 | .0  | 21.5 |
| 2023     | BOS      | 19 | 0  | 24.9 | .418 | .379 | .829 | 3.5 | 2.9  | .2  | .3  | 11.9 |
| 職業生涯 | 職業生涯 | 43 | 17 | 27.9 | .421 | .378 | .821 | 3.9 | 3.7  | .4  | .2  | 12.0 |

## 國家隊生涯
波格登曾代表美國國家隊參加2015年泛美運動會，並獲得了銅牌。

## 外部連結
- 馬爾科姆·布羅格登在fiba.basketball（英语）
- 馬爾科姆·布羅格登在archive.fiba.com（存檔）（英语）
- 馬爾科姆·布羅格登在NBA（英语）
- 馬爾科姆·布羅格登在Basketball-Reference.com（NBA）（英语）
- 馬爾科姆·布羅格登在Sports-Reference.com（NCAA）（英语）
- 馬爾科姆·布羅格登在ESPN（NBA）（英语）
- 馬爾科姆·布羅格登在Eurobasket.com（球員）（英语）
- 馬爾科姆·布羅格登在Proballers（英语）
- 馬爾科姆·布羅格登在RealGM（英语）
- Malcolm Brogdon（页面存档备份，存于） at virginiasports.com